# Das tödliche Wespennest
Das tödliche Wespennest (OT: Nid de guêpes) ist ein französischer Actionthriller aus dem Jahr 2002, bei dem  Florent Emilio Siri Regie führte.

## Handlung
Es ist der 14. Juli, Nationalfeiertag in Frankreich: Abedin Nexep, dem Chef der albanischen Mafia, soll in Straßburg der Prozess wegen organisiertem Mädchenhandel, Folter und Vergewaltigung  gemacht werden. Eine internationale Polizeitruppe, bestehend aus den französischen Polizisten Helen und Giovanni sowie dem deutschen SEK-Beamten Winfried, soll ihn von Colmar nach Straßburg bringen. Unterwegs wird der Trupp von Abedins Männern überfallen. Nur der Panzerwagen mit Abedin, Helen, Giovanni und Winfried kann in die Lagerhalle einer Computerfirma flüchten, die wiederum gerade von den Kleinkriminellen Nasser, Santino, Selim, Nadia und Martial überfallen wird. Die beiden Nachtwächter Louis und Spitz wurden von der Bande im Heizungskeller gefesselt. Abedins Männer halten nun die Halle unter Beschuss.
Selim, der den heranfahrenden Panzerwagen für ein Polizeifahrzeug hält, warnt seine Kumpanen, die flüchten wollen. Dabei wird Nasser durch einen Sturz schwer verletzt. Santino kommt seinem Freund zu Hilfe und auch Helen, die die Situation erklärt, will helfen, während Selim Nasser zurücklassen und fliehen will. Es kommt zum Streit unter den Freunden. Abedins Männer starten unterdessen einen Gasangriff. Helen versorgt alle mit Gasmasken, während Giovanni die gefangenen Wachmänner befreit. Gemeinsam verschanzen sie sich in der Lagerhalle. Während es Louis gelingt, das Gas durch Wasser zu beseitigen, und Martial über einen Abwasserkanal verschwindet, um Hilfe zu organisieren, will sich Spitz ergeben und wird von Abedins Männern erschossen. Auch Martial wird von Abedins Männern getötet und der Gruppe seine abgetrennte Hand zugestellt. Giovanni wird von Abedin getötet.
Da die Gruppe jetzt einen Großangriff erwartet, baut Louis mit den Containern einen Schutzwall. Um Zeit zu gewinnen, wollen Winfried und Selim mit dem Panzerwagen einen Durchbruch wagen, doch beide kommen ums Leben. Dies wird aus der Ferne von Santinos kleinem Bruder Tony beobachtet, der eigentlich auf einen Anruf seines Bruders warten sollte. Er organisiert Hilfe. Unterdessen stürmen Abedins Männer die Halle. Helen und die anderen können für längere Zeit die Stellung halten, doch als die Containerwand zerstört wird, müssen sie in den Keller flüchten. Nasser bleibt auf eigenen Wunsch mit einer Waffe zurück, da er sich die Schuld an allem gibt. Santino gibt ihm eine Waffe mit vier Schuss und verabschiedet sich von seinem Freund. Nasser erschießt daraufhin drei von Abedins Männern und begeht anschließend Selbstmord. Louis sperrt alle in den Heizungskeller ein und stellt den Verfolgern eine Feuerfalle. Durch einen explodierenden Heizkessel kommt er ums Leben. Die Polizei erscheint. Santinos Bruder Tony sucht auf dem nun von Polizisten, Soldaten und Sanitätern besetzten Gelände seine Freunde, findet aber nur die Leiche von Martial. Als er schon aufgeben will, hört er die Durchsage eines Polizisten, dass es noch Überlebende gibt. Er findet Santino, Helen und Nadia die gerade behandelt werden. Der Film endet mit dem Abtransport der drei ins Krankenhaus.

## Produktion
Das tödliche Wespennest kam am 6. März 2002 in Frankreich in die Kinos.
Das Lied, das Nasser und seine Freunde zu Beginn im Auto singen, ist die Titelmelodie des Westerns Die glorreichen Sieben.

## Kritiken
„Fulminant inszenierter, Nerven strapazierender Actionfilm, der in düsteren Farben eine Belagerungs- und Ausnahmesituation beschreibt. Eine Hommage auf John Carpenters ‚Assault – Anschlag bei Nacht‘, der sich seinerseits auf Howard Hawks ‚Rio Bravo‘ bezog.“

„Ohne Pardon: Die taffe Euro-Action lässt lieber Waffen als Logik sprechen. Fazit: Wenig Story, dafür jede Menge Blei.“